# 500 lire (moneta)
Le monete da 500 lire italiane sono state coniate dal 1958 al 1967 e dal 1982 fino al 2001, perché l'anno successivo la lira italiana è stata sostituita dall'euro. Negli anni sono state coniate monete d'argento (1958-1967) e monete bimetalliche (1982-2001).
Oltre alle monete normalmente in circolazione sono state coniate anche molte monete in argento, emesse appositamente per i collezionisti.

## Argento
La Repubblica Italiana ha coniato, tramite la zecca di Roma, monete d’argento da 500 lire a partire dal 1957 fino al 2001.
Ne furono coniati tre tipi: “Caravelle”, “Centenario Unità d’Italia” e “Dante Alighieri”.
Nel 1957 furono coniati oltre 2.200 esemplari di PROVA delle 500 lire “Caravelle” che furono date in omaggio ai Parlamentari.
Dal 1958 al 1967 vennero coniate e messe in circolazione le 500 lire “Caravelle”, con una pausa nel 1962 e 1963 per fare posto all’emissione delle 500 lire “Centenario Unità d’Italia”.
Nel 1965 vennero coniate 500 lire in argento “Dante Alighieri”, per commemorare il 7º centenario della sua nascita. Le monete di “Prova” vennero donate ai dipendenti della zecca.
Dal 1968 al 2001 le 500 lire “Caravelle” vennero coniate solo per le serie destinate ai collezionisti.
Le 500 lire “Caravelle” di PROVA, così come i tipi “Centenario Unità d’Italia” e “Dante Alighieri” hanno un diametro di 29 millimetri ed un peso di 11 grammi. Le 500 lire “Caravelle” coniate dal 1958 in poi hanno ancora un peso di 11 grammi ma un diametro di 29,5 millimetri. Sono tutte monete in Argento 835 ‰ . 

### Caravelle
La moneta fu coniata dal 1958 al 1967.
Il busto femminile al dritto è di stile rinascimentale e i 19 stemmi sono quelli della città capoluogo regionale dell'epoca (Genova, Torino, Aosta, Milano, Trento, Venezia, Trieste e Udine, Bologna, Firenze, Ancona, Perugia, Roma, L'Aquila, Napoli, Bari, Potenza, Catanzaro, Palermo, Cagliari). In basso è la legenda GIAMPAOLI, il nome dell'autore del recto, Pietro Giampaoli.
Al rovescio sono raffigurate le tre caravelle in navigazione verso destra, intorno "REPVBBLICA ITALIANA" in basso sono riportati il valore e il segno di zecca (R). Tra le onde, sulla sinistra, il nome dell'autore del verso, Guido Veroi.
La prova di questa moneta, tirata in 1004 copie nel 1957, ha le bandiere erroneamente controvento.
La moneta fu in circolazione fino al 1967. Dopo questa data le monete furono coniate solo per le confezioni destinate ai collezionisti che la zecca mette in vendita annualmente.

### Centenario unità d'Italia
Nel 1961, in occasione del Centenario dell'Unità d'Italia, è stata emessa una moneta commemorativa da 500 lire con le medesime caratteristiche tecniche del 500 lire "Caravelle". In realtà, pur conservando il millesimo 1961, esse furono coniate anche nel 1962 e 1963, per questo motivo nel '62 e '63 non furono coniate le ordinarie 500 lire "Caravelle".
Al diritto è raffigurata l'Italia seduta su un capitello. Nella mano destra, protesa in avanti, un ramo d'ulivo, nella mano sinistra, un elmo. In giro "REPUBBLICA ITALIANA" ai lati di una stella. Nell'esergo la legenda VEROI, l'autore, Guido Veroi.
Al rovescio una quadriga veloce, volta a sinistra. In alto 1861 e in basso 1961, il valore e il segno di zecca (R).
Nel contorno è presente la legenda "1° CENTENARIO VNITÀ D'ITALIA - 1861 - 1961" in rilievo
La tiratura complessiva è stata di 27.120.000 esemplari

### Dante Alighieri
Nel 1965, in occasione del 7º Centenario della nascita di Dante Alighieri, è stata emessa una moneta commemorativa da 500 lire, sempre con le medesime caratteristiche tecniche del 500 lire "Caravelle". A differenza del 500 lire del Centenario dell'Unità, questa moneta è circolata parallelamente al "Caravelle", che per quel millesimo non è quindi stato sospeso.
Gli esemplari di prova, che recano tale dicitura al rovescio, sono stati donati ai dipendenti della Zecca.
Al diritto è raffigurato il ritratto di Dante Alighieri. In giro "REPUBBLICA ITALIANA" ai lati di una stella. Sotto, le firme del modellista VERGINELLI, e dell'incisore, MONASSI.
Al rovescio è presente un'allegoria della Divina Commedia, a destra il segno di zecca (R), in esergo indicazione del valore e, più in basso, la data.
Nel contorno è presente la legenda "7° CENTENARIO DELLA NASCITA DI DANTE " in rilievo.
La tiratura complessiva è stata di 5.000.000 esemplari

## Monete in oro
Non esistono emissioni ufficiali in oro. Tuttavia alcune ditte private, anche in collaborazione con l'Istituto Poligrafico dello Stato, hanno prodotto versioni in oro delle 500 lire. Esse, pur presentando un valore facciale non sono da considerarsi monete, ma piuttosto medaglie, poiché non sono emissioni ufficiali dello Stato.

## Monete bimetalliche
Dal 1982 la zecca inizia a coniare una nuova moneta bimetallica da 500 lire. L'interno è in bronzo (bronzital) mentre l'esterno è in acciaio (acmonital). Il diametro è di 25,8 mm e il peso di 6,8 grammi.
Al dritto è raffigurata la Repubblica, rappresentata da una testa femminile: alle tempie ci sono delle ali che rappresentano l'intelligenza e la libertà. Sotto c'è la legenda L. CRETARA (l'autore Laura Cretara). Intorno è presente una stella e la legenda REPVBBLICA ITALIANA.
Al rovescio è raffigurata la piazza del Quirinale, con il palazzo e le statue dei Dioscuri. In basso simbolo di zecca ("R") e data. Intorno spiga di grano e rami di olivo. Nel giro in basso il valore della moneta in cifre, mentre in alto è inciso il valore in alfabeto Braille, rendendo così questa l'unica moneta italiana in cui è stato usato il linguaggio Braille.
Oltre a questa moneta sono state emesse negli anni alcune monete commemorative:
- Centenario della Banca d'Italia - 1993. Autori Laura Cretara e Sergio Grossi.
- Luca Pacioli - 1994. Autori Laura Cretara e Uliana Pernazza.
- 70° ISTAT - 1996. Autori Laura Cretara e Claudia Momoni.
- 50° Polizia di Stato - 1997. Autori Laura Cretara e Maria Carmela Colaneri.
- IFAD - 1998. Autori Laura Cretara e Luciana de Simoni.
- 20° delle elezioni del parlamento europeo - 1999. Autori Laura Cretara e Luciana de Simoni.